# Грёнер, Лисси
Лизелотта Карола «Лисси» Грёнер (нем. Lieselotte Karola «Lissy» Gröner; 31 мая 1954, Лангенфельд, Бавария — 9 сентября 2019, Нойштадт-ан-дер-Айш, Бавария) — немецкий политический деятель. Депутат Европейского парламента (1989—2009).

## Биография
Лисси Грёнер родилась в коммуне Лангенфельд 31 мая 1954 года. Окончила начальную и среднюю школу в Лангенфельде. В 1970 году начала работать в телекоммуникационном офисе № 3 в городе Нюрнберг. В 1971 году вступила в Социал-демократическую партию Германии и присоединилось к движению за справедливый мир в Союзе молодых социалистов и социалисток в СДПГ.
В 1974 году вышла замуж, в браке у неё родился сын и дочь. В 2001 году Лисси развелась, открыто заявила,что лесбиянка. В 2005 году женилась на своей подруге в Брюсселе. 
В 1989 году она была избрана в Европейский парламент от СДПГ. В 1994, 1999, 2004 годах переизбиралась в Европейский парламент. В парламенте она работала в Комитете по правам женщин и гендерному равенству и в Комитете по культуре и образованию. В 2009 году она не подавала свою кандидатуру на выборах в Европейский парламент.
В 2009 году награждена орденом «За заслуги перед Федеративной Республикой Германия».

## Примечание
1. ↑  Tod von Lissy Gröner löst in Neustadt Trauer aus (нем.). nordbayern.de. Дата обращения: 18 февраля 2020. Архивировано 11 сентября 2019 года.
2. ↑  PERSÖNLICH (нем.). Reise Weltweit Frauenleben Politik. Дата обращения: 18 февраля 2020. Архивировано 26 декабря 2019 года.
3. ↑  Szósta kadencja Parlamentu | Lissy GRÖNER | Posłowie do PE | Parlament Europejski (пол.). www.europarl.europa.eu. Дата обращения: 18 февраля 2020. Архивировано 18 февраля 2020 года.